# Chiesa dei Santi Pietro e Paolo (Valbrenta)
La chiesa dei Santi Pietro e Paolo è la parrocchiale di Carpanè, frazione-capoluogo del comune sparso di Valbrenta, in provincia di Vicenza e diocesi di Padova; fa parte del vicariato di Valstagna-Fonzaso.

## Storia
La prima citazione di una cappella a Carpanè risale al 1613; questa cappella, che era stata edificata nel 1546, era l'oratorio privato dei signorotti Cappello, alla cui casa era annesso.
Da alcuni scritti del cardinale Carlo Rezzonico risalenti al 1745 s'apprende che, nel frattempo, tale chiesetta era stata aperta anche ai fedeli del paese.
Durante la prima guerra mondiale la chiesa fu distrutta e, una volta terminato il conflitto, al suo posto ne sorse una nuova, che venne elevata a curaziale nel 1929 e a parrocchiale nel 1951.
Nel 2015 l'edificio fu oggetto di un intervento di ristrutturazione e venne riaperto al culto nel dicembre di quell'anno alla presenza del vescovo di Padova Claudio Cipolla.

## Descrizione

### Esterno
La facciata a capanna della chiesa, rivolta a sudest, è tripartita da quattro lesene tuscaniche, sorreggenti il frontone di forma triangolare, e presenta al centro il portale d'ingresso timpanato e ai lati due nicchie ospitanti altrettante statue.
Annesso alla parrocchiale è il campanile a base quadrata, la cui cella presenta su ogni lato una monofora affiancata da paraste, sormontate da frontoni, ed è coperta dal tamburo ottagonale. 

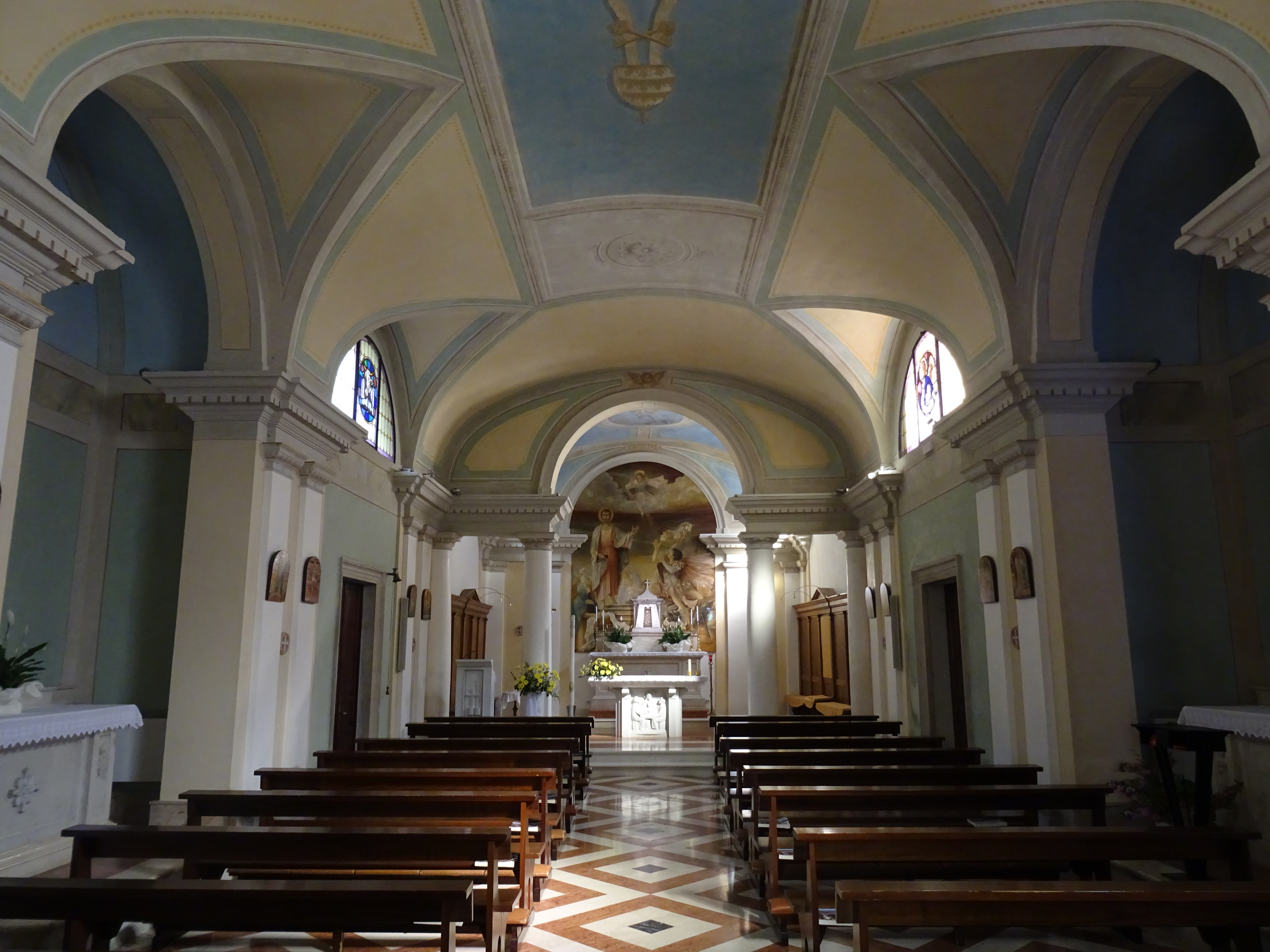
Interno

### Interno
Opere di pregio conservate all'interno della chiesa, che si compone di un'unica navata, sono il bassorilievo del paliotto dell'altare maggiore, scolpito nel 1972 da Danilo Andreose da Bassano del Grappa, la statua raffigurante Sant'Antonio Abate con in mano una campanella e ai piedi un maialino, realizzata nella prima metà del XVII secolo da artisti locali, e la pala in cui sono ritratti i santi Pietro e Paolo, dipinta nel 1981 da Dionisio Gardini da Padova.